# Joanne Doornewaard
Joanne Doornewaard (* 30. März 1960 in Toronto) ist eine niederländische Diplomatin. Sie war von 2015 bis 2018 die niederländische Botschafterin in Sri Lanka und ist seit 2019 Botschafterin in Südkorea.

## Leben
Joanne Doornewaard besuchte bis 1978 ein Atheneum und danach die Rijks Hogere School voor Tuin- en Landschapsinrichting in Boskoop. Nach einem Jahr an der Academie van Bouwkunst Amsterdam studierte sie an der Landbouw Universiteit Wageningen. Ihr Studium schloss sie mit dem Ingenieursgrad in Landschaftsarchitektur ab.

## Diplomatischer Werdegang
Seit 1993 arbeitet sie für das niederländische Außenministerium. Von 1999 bis 2003 war sie als erste Sekretärin Leiterin der Abteilung für Politik, Presse und Kultur der niederländischen Botschaft in Mexiko-Stadt, von 2004 bis 2008 war sie als stellvertretende Leiterin der Wirtschaftsabteilung in der Botschaft in Warschau. Im Außenministerium war sie von 2008 bis 2011 Beraterin für Energiepolitik und von 2011 bis 2015 stellvertretende Leiterin der Abteilung für Kommunikation und fungierte zu dieser Zeit auch als Pressesprecherin des Außenministeriums.
2015 wurde sie als Botschafterin nach Colombo entsandt, als Nachfolgerin von Louis Piët. Sie war dort mitakkreditiert für die Malediven. Dort war sie bis 2018. Ihre Nachfolgerin in Sri Lanka wurde Tanja Gonggrijp. Seit 2019 ist Joanne Doornewaard als Nachfolgerin von Lody Embrechts die niederländische Botschafterin in Seoul.